# Walter Ferrero
Walter Uriel Ferrero (Cañada de Gómez, Provincia de Santa Fe, Argentina; 27 de febrero de 1980) es un exfutbolista argentino. Jugaba como marcador central y su primer equipo fue Unión de Santa Fe. Su último club antes de retirarse fue Ben Hur de Rafaela. Es hermano del exfutbolista Alexis Ferrero.

## Trayectoria
Comenzó su carrera en Unión de Santa Fe (2002), luego pasó por Deportivo Español (2003), Juventud Antoniana de Salta (2003-2004), Atlanta (2004-2005), Platense (2006), donde logró el ascenso a la Primera B Nacional; y Libertad de Sunchales, camiseta que defendió durante 6 años. Tiene pasado en la máxima categoría, ya que con Unión jugó 7 partidos en Primera División.

### Huracán
El 15 de agosto de 2012 firmó su vínculo por un año al conjunto de Parque Patricios, donde también juega su hermano Alexis. Hizo su debut en la quinta fecha del torneo de Primera B Nacional frente a Sarmiento de Junín donde marcó un gol de cabeza tras un tiro libre de Santiago Chacón.

## Clubes
| Club                        | País      | Año       |
| --------------------------- | --------- | --------- |
| Unión de Santa Fe           | Argentina | 2001-2002 |
| Deportivo Español           | Argentina | 2003      |
| Juventud Antoniana de Salta | Argentina | 2003-2004 |
| Atlanta                     | Argentina | 2004-2005 |
| Platense                    | Argentina | 2006      |
| Libertad de Sunchales       | Argentina | 2006-2008 |
| Guaraní Antonio Franco      | Argentina | 2008      |
| Libertad de Sunchales       | Argentina | 2009-2012 |
| Huracán                     | Argentina | 2012-2013 |
| Las Palmas                  | Argentina | 2013-2014 |
| Sportivo Patria de Formosa  | Argentina | 2014      |
| Libertad de Sunchales       | Argentina | 2015      |
| Ben Hur de Rafaela          | Argentina | 2016      |

## Palmarés
| Título                  | Club     | País      | Año  |
| ----------------------- | -------- | --------- | ---- |
| Primera B Metropolitana | Platense | Argentina | 2006 |